# St Mary Aldermanbury

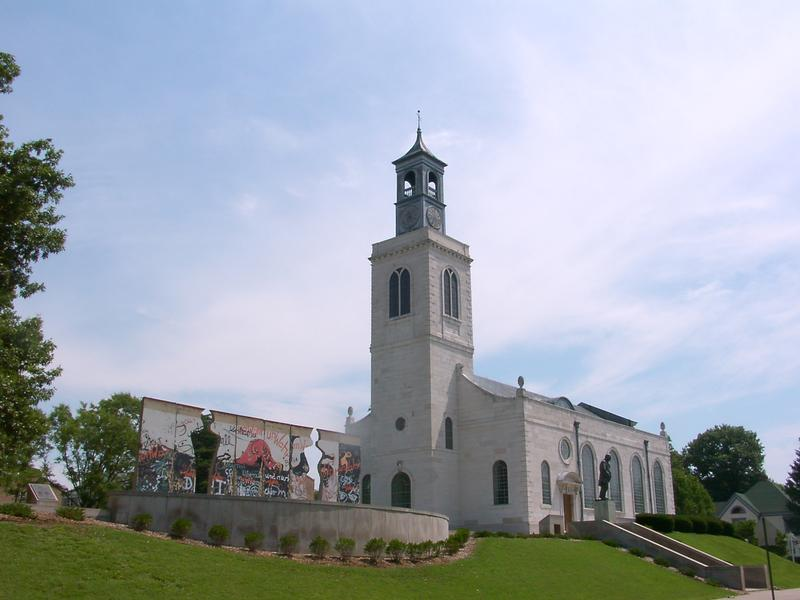
Kirche St Mary Aldermanbury

St Mary Aldermanbury war ein anglikanisches Kirchengebäude im Londoner Innenstadtbezirk City of London, das 1966 nach Fulton (Missouri) transloziert wurde. Es ist dort eingetragen im National Register of Historic Places.

## Geschichte
Ein erstmals 1181 erwähntes Kirchengebäude an dieser Stelle wurde 1666 beim Großen Brand von London zerstört und anschließend von 1672 bis 1677 durch Christopher Wren durch einen Neubau in Portlandstein ersetzt. Im Zweiten Weltkrieg 1940 bis auf die Umfassungsmauern zerstört, wurde die Ruine 1966 abgetragen und das Steinmaterial in die U.S.A. verbracht, wo die Kirche auf dem Campus von Westminster College in Fulton (Missouri) als Memorial für Winston Churchill, der hier am 5. März 1946 in Anwesenheit Harry S. Trumans seine Rede „The Sinews of Peace“ („Die Sehnen des Friedens“) zum Eisernen Vorhang gehalten hatte, wiederaufgebaut wurde. Am ursprünglichen Standort, wo der Grundriss durch Pflanzungen markiert ist, erinnert eine Gedenktafel an das Kirchengebäude.
Wie zahlreiche der von Wren entworfenen Londoner Pfarrkirchenbauten ist St Mary Aldermanbury eine fünfjochige Hallenkirche mit tonnengewölbtem Mittelschiff über korinthischen Säulen, wobei das Mitteljoch querschiffartig von einem Kreuzgratgewölbe unterbrochen ist. Das Bauwerk beschließt ein einfacher Westturm mit gotisierenden Maßwerköffnungen im Glockengeschoss und einem Laternenaufsatz. Innerhalb des Turmes befinden sich 24 Steinstufen aus dem 12. Jahrhundert, die bereits durch Christopher Wren aus dem Baubestand der romanischen Vorgängerkirche wiederverwendet wurden.

## Literatur

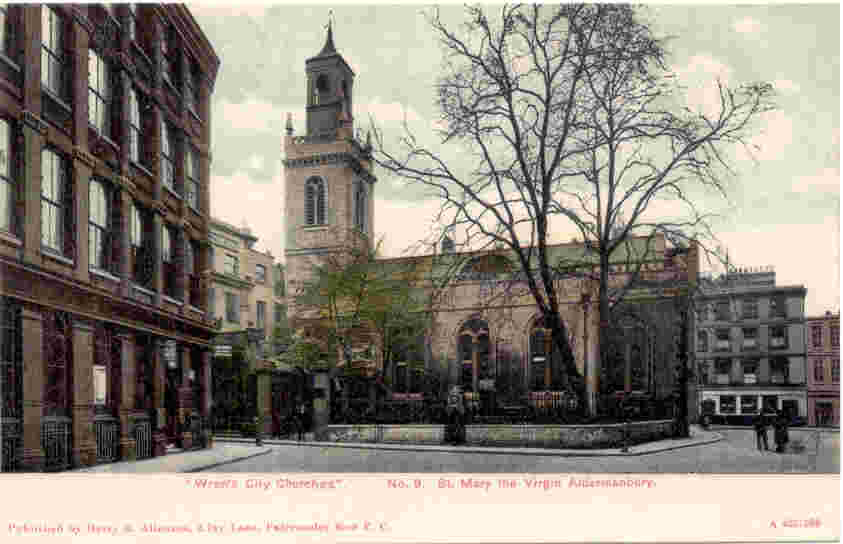
St Mary Aldermanbury 1904
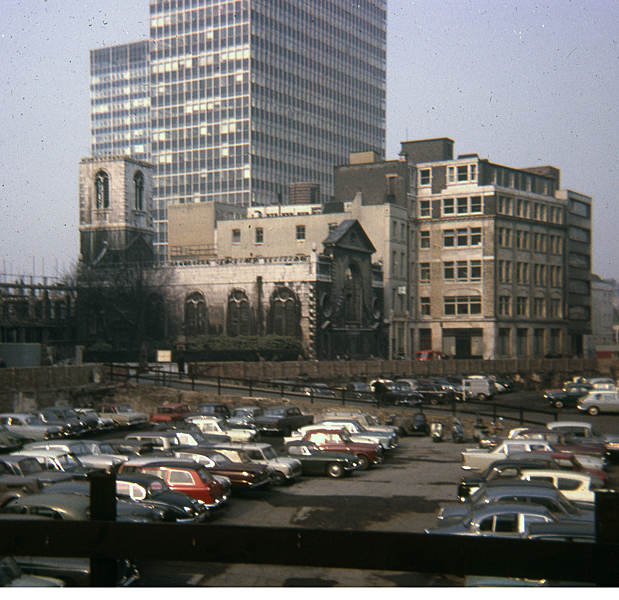
Die Kirchenruine 1964 in London
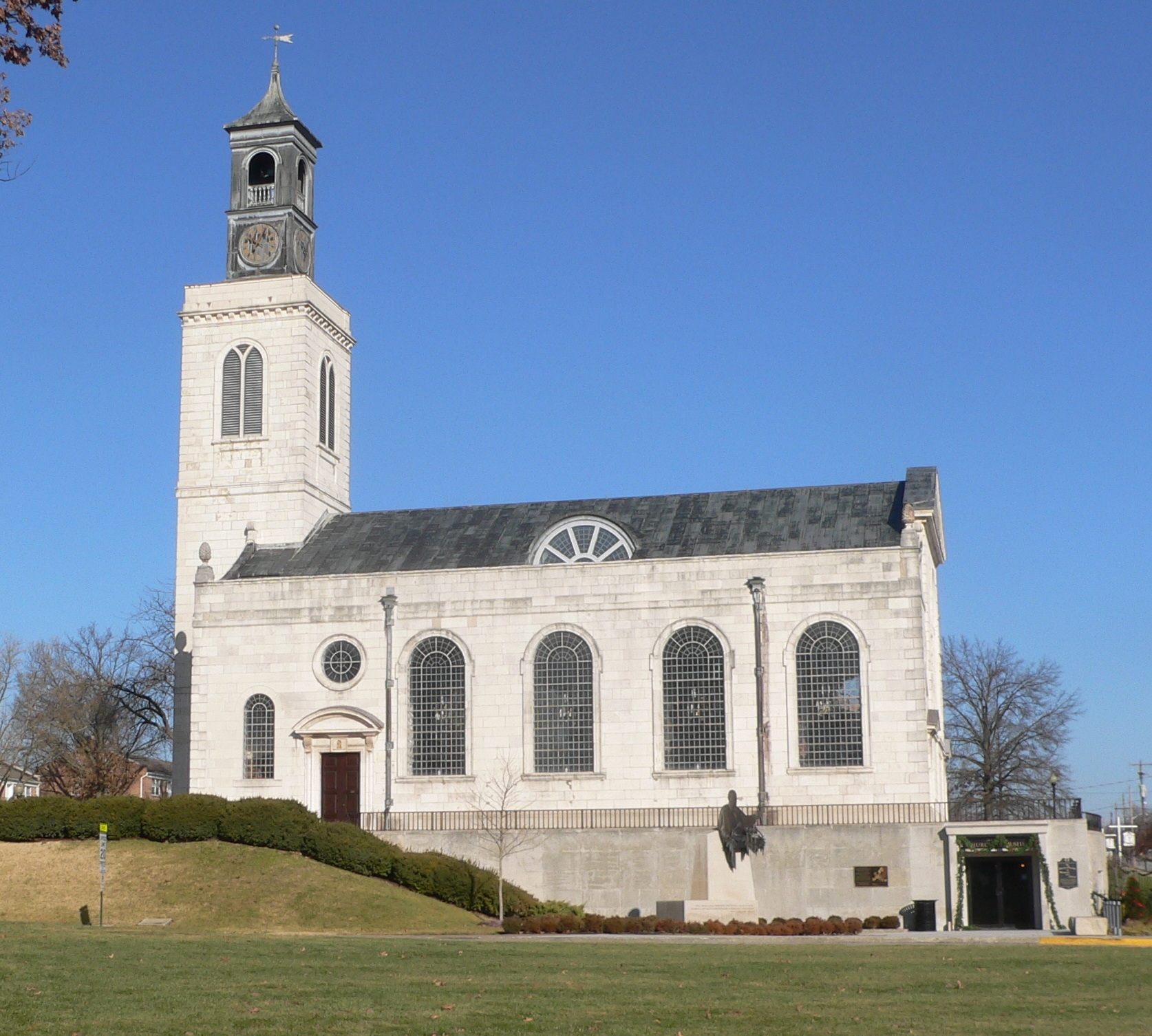
Die wiederaufgebaute Kirche in Fulton, Missouri
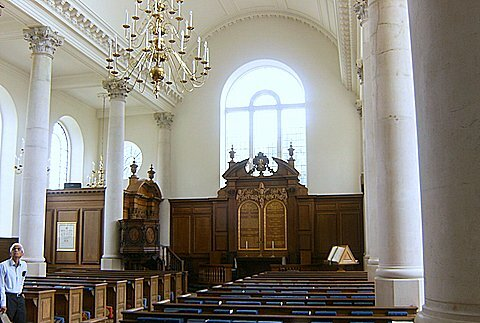
Innenansicht der rekonstruierten Kirche